# Cmentarz Kopli w Tallinnie
Cmentarz Kopli w Tallinnie (est. Kopli kalmistu, niem. Friedhof von Ziegelskoppel, Kirchof von Ziegelskoppel) – cmentarz luterański, najstarsza i największa nekropolia na terenie obecnej Estonii położona w Tallinnie Północnym, w poddzielnicy Kopli, na półwyspie o tej samej nazwie. Jest to miejsce spoczynku wybitnych przedstawicieli Niemców bałtyckich, w czasach Estońskiej SRR nagrobki zostały zniszczone, a cmentarz został zamieniony na park miejski w 1951 roku.

## Historia

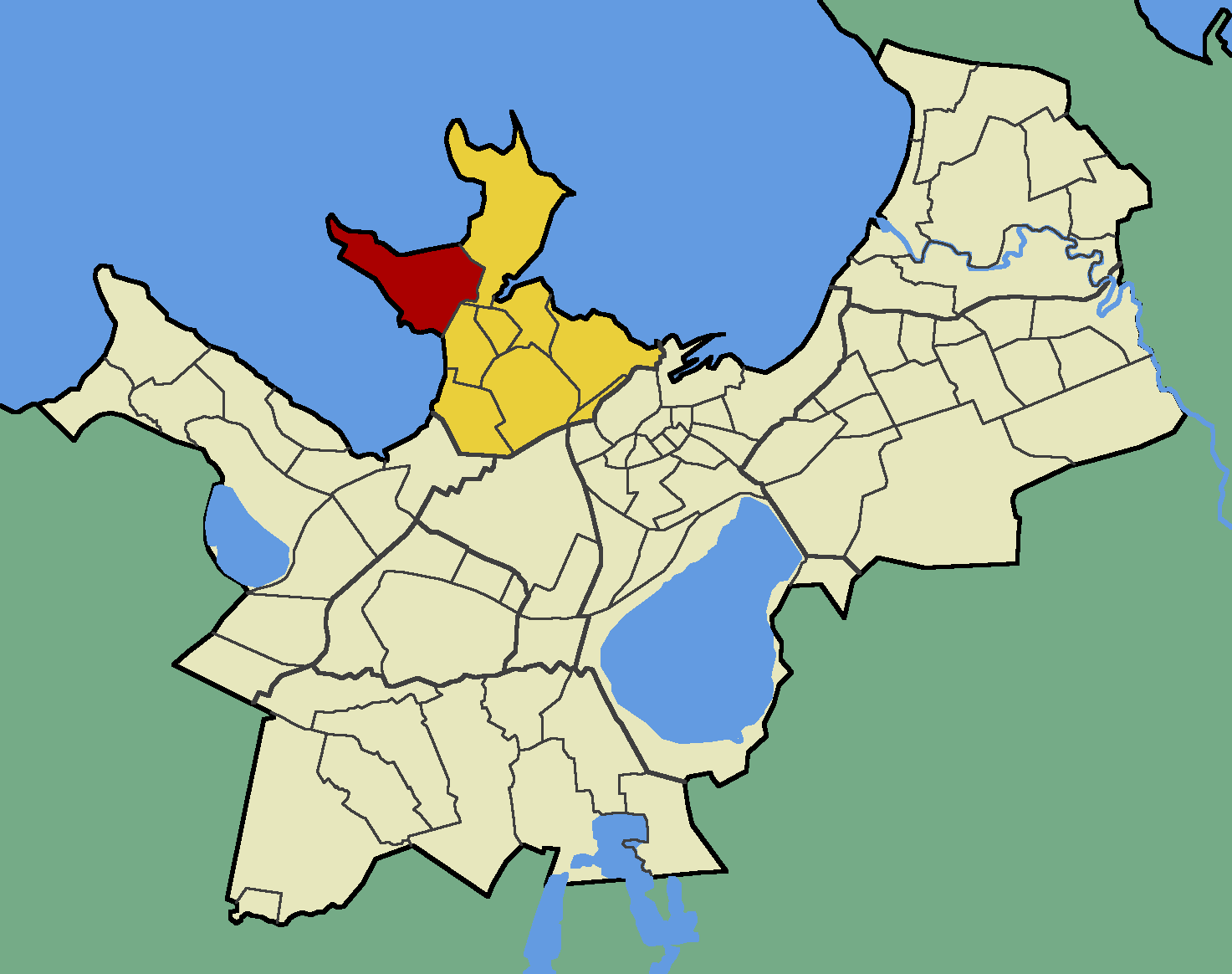
Poddzielnica i półwysep Kopli (kolor czerw.) na tle Północnego Tallinna

U początków cmentarza legły te same motywy, co w przypadku Cmentarza Wielkiego w Rydze. Katarzyna II zarządziła z powodów sanitarnych przeniesienie nekropolii znajdujących się wewnątrz miast na ich przedmieścia. Cmentarz dzielił się początkowo na dwie części: pierwszą podległą kościołowi św. Mikołaja, drugą należącą do parafii św. Olafa.
Niemal wszyscy Niemcy bałtyccy, zmarli w latach 1790-1944, zostali tu pochowani. W roku 1939 na cmentarzu były tysiące grobów obywateli Tallinna, również tych znamienitych. Po zawarciu niemiecko-radzieckiego paktu o nieagresji (Pakt Ribbentrop-Mołotow), w którym ustalono, że kraje bałtyckie (Estonia, Łotwa) i Finlandia staną się strefą wpływów i przyszłym terytorium ZSRR, z końcem 1939 r. wielu Niemców bałtyckich otrzymało zaproszenie z nazistowskich Niemiec do opuszczenia ojczyzny i osiedlenia się w Kraju Warty, skąd przymusowo wysiedlono Polaków. Jednak, na dużo mniejszą skalę w dalszym ciągu wykorzystywano cmentarz do pochówków pozostałych jeszcze w Estonii Niemców do 1944 r.
Nekropolia służyła bałtyckim Niemcom przez ponad 150 lat, aż do momentu ponownej okupacji Estonii przez Związek Radziecki w 1944 roku. W wyniku działań mających na celu wymazanie niemieckiej przeszłości miasta z pamięci tallińczyków zdecydowano o założeniu parku miejskiego na terenie cmentarza (przez kilkanaście lat teren należał do armii radzieckiej). Wszystkie nagrobki zostały zniszczone.

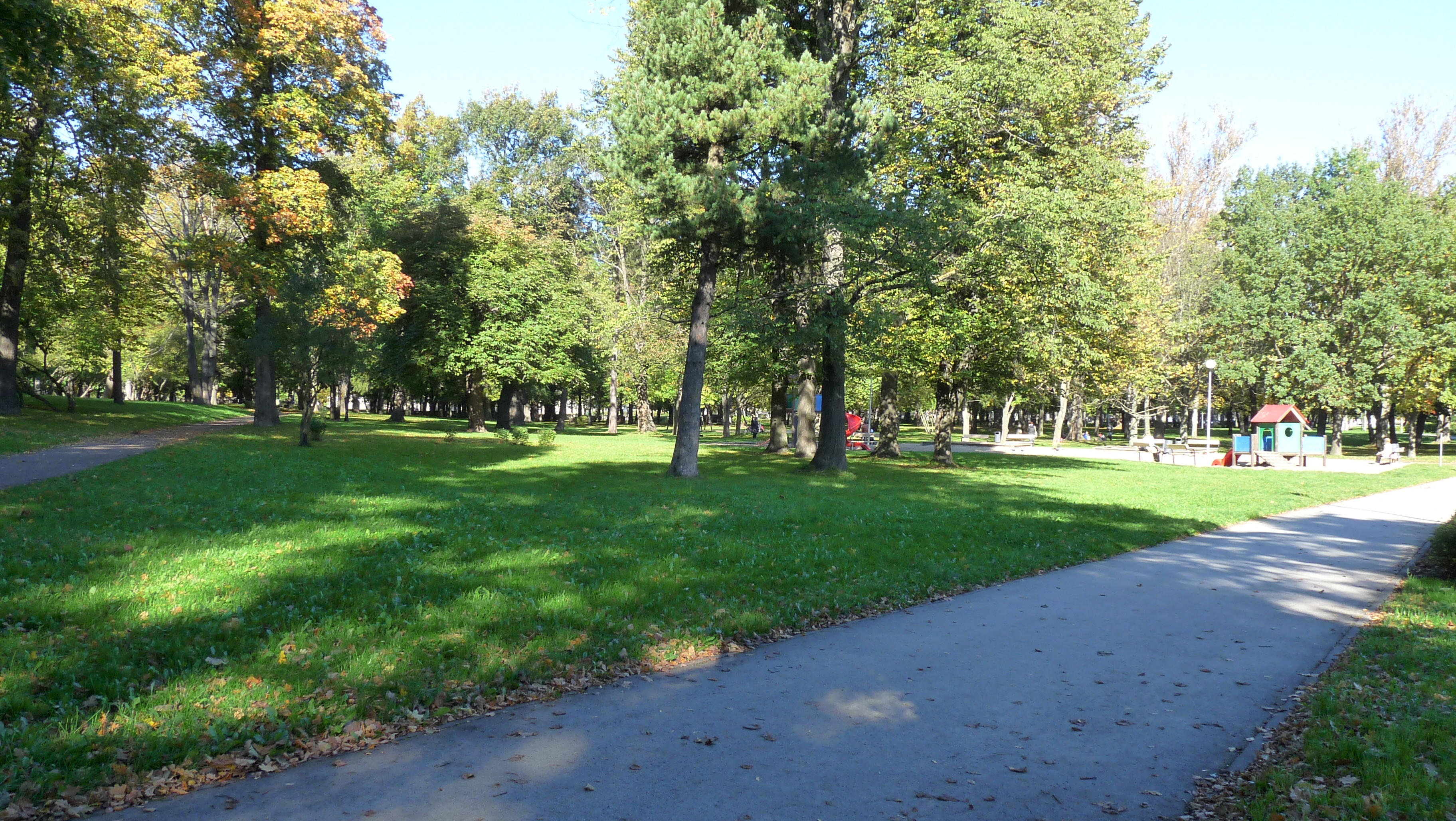

## Znane postaci pochowane na cmentarzu
- Gertrud Elisabeth Mara – niemiecka śpiewaczka.
- Eduard Bornhöhe – pisarz estoński.

Na cmentarzu spoczęli liczni przedstawiciele rewalskiego rodu Burchartów, do którego należała najstarsza apteka miejska w Europie.